# Flannan Isles
Die Flannan Isles (schottisch-gälisch: na h-Eileanan Flannachⓘ) sind eine Gruppe von acht unbewohnten Inseln und zahlreichen Stacs mit einer Gesamtfläche von knapp 59 Hektar in den Äußeren Hebriden im Nordwesten von Schottland. Sie sind durch einen 28 Kilometer breiten Meeresarm von der Insel Lewis getrennt.

## Geographie
Die Flannan Isles gliedern sich in drei separate Gruppen.
- Die östliche Gruppe besteht im Wesentlichen aus Eilean Mòr (englisch Big Isle),  Eilean Tighe (englisch House Isle) und den zwei Stacs Lamh a’ Sgeir Mhor und Lamh a’ Sgeir Bheag.

- Die südliche Gruppe liegt 650 Meter südlich der östlichen und besteht hauptsächlich aus den drei Inseln Soray (englisch Eastward Isle ), Sgeir Toman und Sgeir Righinn.

- Die wichtigsten Inseln der westlichen Gruppe, die 2,7 km weiter westlich liegt, sind Roareim, Eilean a’ Ghobha (englisch  Isle of the Blacksmith) und Bròna Cleit (Sad Sunk Rock), letztere ohne Vegetation, sowie der Stac Sgeir nan Eoin.

Eilean Mòr mit 18 Hektar und Eilean Tighe mit 8 Hektar sind die größten Inseln der Gruppe.
Die Inselgruppe erstreckt sich über 5,5 Kilometer von West nach Ost, und 1,9 Kilometer von Nord nach Süd. Die geographischen Extrempunkte der Gruppe liegen auf folgenden Inseln oder Stacs:

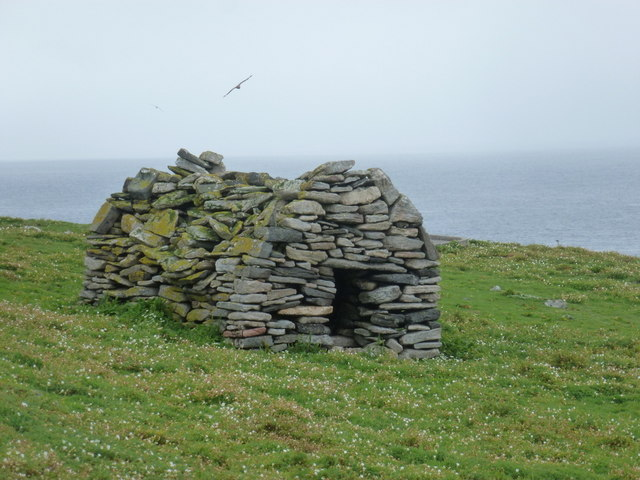
St. Flannan’s chapel

- nördlichster: Eilean Mòr
- östlichster: Lamh a’ Sgeir Mhor
- südlichster: Sgeir Righinn
- westlichster: Bròna Cleit

## Geschichte
Auf der Hauptinsel Eilean Mòr kam es beim Bau des Leuchtturms 1899 zu mehreren tödlichen Unfällen. Im Dezember 1900 verschwanden drei Leuchtturmwärter unter ungeklärten Umständen. Dies führte zur Entstehung des Rätsels von Eilean Mòr mit einem breiten öffentlichen Interesse und zahlreichen wissenschaftlichen, literarischen und parapsychologischen Erklärungsversuchen.

## Rezeption
Das Geschehen um den Leuchtturm bildete den thematischen Hintergrund für den 1968 komponierten Song The Mystery of Flannan Isle Lighthouse der Rockband Genesis, der erstmals 1998 auf Genesis Archive I – 1967–1975 veröffentlicht wurde. Ebenso war es die Grundlage für Peter Maxwell Davies’ Oper The Lighthouse (1979). Auch der Film Keepers – Die Leuchtturmwärter aus dem Jahr 2018 und der Roman The Lamplighters (dt. Die Leuchtturmwärter) von Emma Stonex aus dem Jahr 2021 wurden von den Geschehnissen inspiriert.

## Einzelnachweise

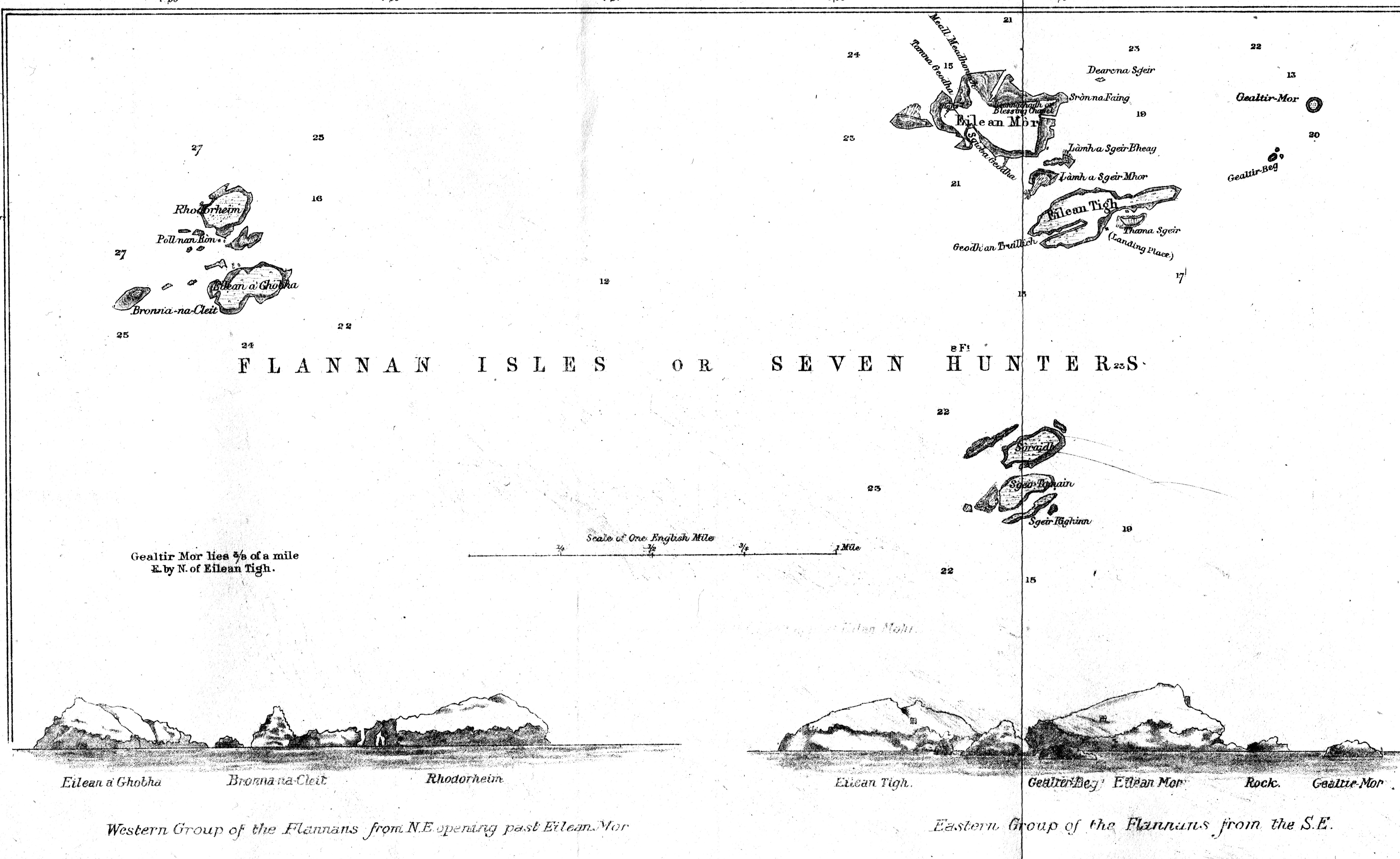
Karte der Inseln von 1898